# Regione di Tambacounda
La regione di Tambacounda è una regione amministrativa del Senegal, con capoluogo Tambacounda.

## Suddivisioni
La regione è divisa in: 4 dipartimenti (elencati), 12 arrondissement e 8 comuni.
|  | - Bakel - Goudiry - Koumpentoum - Tambacounda |